# Krzysztof Sieńko
Krzysztof Sieńko (ur. 15 czerwca 1976 w Wałbrzychu) – polski lekkoatleta i bobsleista, absolwent Zespołu Szkół Sportowych Ogólnokształcących nr 4 w Wałbrzychu, olimpijczyk z ZIO Nagano 1998 i ZIO Salt Lake City 2002

## Kariera zawodnicza
W latach 1991–1996 był zawodnikiem klubu Górnik Wałbrzych (lekkoatletyka). Od 1997 reprezentował MBKS Śnieżkę Karpacz w bobslejach. Jest sześciokrotnym mistrzem Polski juniorów na 100 i 200 m. W 1995 roku wystąpił bez powodzenia w mistrzostwach Europy juniorów (11. miejsce w eliminacjach 200 metrów i brak awansu do finału), podczas superligi pucharu Europy zajął 6. miejsce na 200 metrów. W 1996 wywalczył jedyny w karierze medal mistrzostw Polski w kategorii seniorów – brąz w sztafecie 4 × 100 metrów. Obok lekkiej atletyki był także bobsleistą. W 1998 roku uzyskał awans do polskiej czołówki i możliwość reprezentowania barw narodowych na igrzyskach olimpijskich w Nagano (1998). Na igrzyskach w Nagano razem z Tomaszem Żyłą, Tomaszem Gatką, Dawidem Kupczykiem zajął 22. miejsce. W 1999 podczas mistrzostw świata juniorów zajął 7. miejsce w czwórkach. Załoga ta walczyła również w Pucharze Świata zajmując w 1999 szóstą, a w 2001 dziesiątą pozycję. W 2002 roku na Zimowych Igrzyskach Olimpijskich w Salt Lake City zajął (w takiej samej obsadzie jak na poprzednich igrzyskach) 18. miejsce.

## Kariera trenerska
Po zakończeniu kariery zawodniczej Krzysztof Sieńko zajął się trenowaniem dzieci i młodzieży. Od 2020 roku jest trenerem grupy młodszej (dzieci do poziomu klasy IV szkoły podstawowej) w sekcji lekkoatletyki WKSu Sobieskiego Żagań.

## Rekordy życiowe
- bieg na 200 metrów – 20,95 (1995)